# رئيس جمهورية الدومينيكان
رئيس جمهورية الدومينيكان هو رئيس الدولة ورئيس الحكومة في جمهورية الدومينيكان. تأسس النظام الرئاسي في عام 1844، عقب إعلان الجمهورية خلال حرب الاستقلال الدومينيكية. يُطلق على رئيس جمهورية الدومينيكان لقب صاحب السعادة، السيد الرئيس أثناء فترة توليه منصبه. مقر إقامته الرسمي هو القصر الوطني.
المادة 128 من الدستور تكلف الرئيس بـ "التنفيذ الأمين للقانون الدومينيكي" وتمنحه رتبة القائد الأعلى للقوات المسلحة والشرطة الوطنية وجميع قوات أمن الدولة. وله سلطة تعيين الوزراء ومنح العفو ووقف التنفيذ وواجب ضمان الأمن الوطني وجمع الدخل الوطني واستثماره بأمانة. ويضعه الدستور أيضًا على رأس السياسة الخارجية للدولة ويمنحه سلطة تعيين الممثلين الدبلوماسيين بناءً على توصية وموافقة مجلس الشيوخ في جمهورية الدومينيكان . تم نشر دستور جمهورية الدومينيكان في عام 1801.
يتم انتخاب الرئيس بالاقتراع العام لمدة أربع سنوات. منذ دستور جمهورية الدومينيكان لعام 1966، وفي تعديله لعام 2015، لا يجوز انتخاب أي شخص لمنصب الرئيس أكثر من مرتين. في حالة وفاة الرئيس أو إقالته أو استقالته، يتولى نائب رئيس جمهورية الدومينيكان رئاسة الجمهورية. وفي حالة غياب كليهما، قد تقوم السلطة التنفيذية بتنظيم حكومة مؤقتة أو نقل السيطرة على الحكومة إلى السلطة التشريعية.
لقد تولى 54 شخصًا مناصبهم. كان الرئيس الأول هو بيدرو سانتانا ، الذي تم تنصيبه في 14 نوفمبر 1844 بقرار من المجلس العسكري المركزي. الرئيس الحالي لجمهورية الدومينيكان هو لويس أبي نادر من الحزب الثوري الحديث ، الذي فاز في الانتخابات العامة لجمهورية الدومينيكان عام 2020 وتولى منصبه في 16 أغسطس 2020 خلفًا لدانيلو ميدينا. أعيد انتخابه لولاية ثانية في الانتخابات العامة في جمهورية الدومينيكان عام 2024 .
ابتداءً من العقد الأول من القرن الحادي والعشرين، تولت الرئاسة الدومينيكية دورًا أكثر مشاركة على المستوى العالمي، حيث عززت العلاقات الدبلوماسية في جميع أنحاء العالم وعملت كوسيط في صراعات قريبة مثل الانقلاب في هندوراس عام 2009 وحتى الصراع العربي الإسرائيلي.

## الأصول
يرتبط أصل رئاسة جمهورية الدومينيكان بحرب الاستقلال، حيث شكل المجلس العسكري المركزي أول نموذج للحكومة في البلاد في ظل الظروف التي كانت تتمتع فيها بالاستقلال والجمهورية. في تلك الفترة المضطربة، كانت الأنشطة الرئيسية تتمثل في قيادة الحرب ضد غزو الهايتيين، إذ كانت تعتمد على بقاء الدولة الناشئة وتطبيق تدابير طارئة ذات طابع مؤقت لتنظيم هيكل الحكومة، وجمع الضرائب، وإبلاغ القوى الأجنبية بوجود الدولة الجديدة، وتوسيع السيطرة على الأراضي المحررة حديثًا. في البداية، اضطرت حكومة جايكا إلى الإبقاء على القوانين الهايتية سارية لفترة، لأن ذلك كان ضروريًا لضمان استمرارية عمل المحاكم، وجمع الضرائب، والبلديات، والجمارك، وكل المؤسسات الأخرى التي تعتبر أساسية للحياة المؤسسية الطبيعية في أي مجتمع. استمرت البلاد تحت حكم خفر السواحل لمدة ثمانية أشهر.
في يوليو 1844، ظهر الجنرال بيدرو سانتانا، بعد سلسلة من الانتصارات المتتالية في الجزء الجنوبي من البلاد، مع جيشه في سانتو دومينغو وأعلن رئيسًا للحكومة المركزية للمجلس العسكري. وفي الشهر التالي، أرسل سانتانا الآباء المؤسسين للبلاد إلى المنفى. في 14 نوفمبر من نفس العام تولى منصبه كأول رئيس دستوري لجمهورية الدومينيكان.

## الدور الدستوري
ينص دستور جمهورية الدومينيكان، الذي تم تعديله مؤخرًا في عام 2015، على متطلبات وحقوق والتزامات رئيس الجمهورية. يمكن للرئيس شغل المنصب لمدة فترتين متتاليتين، كل منهما مدتها أربع سنوات. ولا يحق للأشخاص الذين أنهوا فترة رئاستهم الترشح للرئاسة مجددًا. يتم تغيير القيادة كل أربع سنوات، في 16 أغسطس/آب، وهو يوم استعادة الجمهورية الذي يُعد عيدًا وطنيًا.
قبل تعديل الدستور في 2015، كان الرئيس يقتصر على فترة ولاية واحدة متتالية، ولكنه كان بإمكانه الترشح للمنصب مجددًا بعد فترة ولاية واحدة متتالية على الأقل.

## صلاحيات رئيس جمهورية الدومينيكان
ترد صلاحيات رئيس جمهورية الدومينيكان في العنوان الرابع، الفصل الأول، القسم الثاني من دستور جمهورية الدومينيكان الذي يمنح الحقوق والالتزامات التالية بصفته رئيس دولة يتوافق مع:
- يتولى الرئيس مهام رسمية للأمة.
- يسن ويصدر القوانين والقرارات للمؤتمر الوطني ويحرص على تنفيذها بأمانة. إصدار المراسيم واللوائح والتعليمات عند الضرورة.
- تسمية أو طرد أعضاء السلطات القضائية العسكرية والشرطية.
- الاحتفال والتوقيع على المعاهدات والاتفاقيات الدولية وعرضها على موافقة الكونجرس الوطني، والتي بدونها لن تكون الجمهورية صالحة ولا مستوفية الشروط.
- "ويجب بموجب القانون فيما يتعلق بالقوات المسلحة والشرطة الوطنية أن ترسلها بنفسها أو عن طريق الوزارة للحفاظ على قيادتها العليا دائمًا." إصلاح ذات البين وإحالتهم إلى التقاعد من الخدمة العامة.
- اتخاذ الخطوات اللازمة لتوفير وضمان الدفاع عن النفس للأمة، وفي حالة وقوع هجوم مسلح حالي أو وشيك من جانب دولة أجنبية أو قوى خارجية يجب إبلاغ الكونجرس الوطني بالترتيبات وطلب إعلان حالة الدفاع إذا لزم الأمر.
- إعلان، إذا لم يجد ذلك إجماعا من جانب الكونغرس الوطني، حالات استثنائية وفقا لأحكام المواد 262 إلى 266 من الدستور.
- اتخاذ التدابير المؤقتة والشرطية والأمنية اللازمة في حالة مخالفة أحكام المادة 62 القسم 6 من الدستور والتي من شأنها تعطيل أو تهديد القانون والنظام أو أمن الدولة أو تشغيل الخدمات العامة العادية أو الأغراض العامة أو منع تطوير الأنشطة الاقتصادية ولا تشكل الوقائع المنصوص عليها في المواد من 262 إلى 266 من الدستور.
- - يتم وفقاً للقانون كل ما يتعلق بالمناطق العلوية والبحرية والنهرية والبرية والعسكرية والأمنية الوطنية، مع الدراسات السابقة التي أجرتها الوزارات والتبعيات الإدارية.
- منح العفو أيام 27 فبراير، و16 أغسطس، و23 ديسمبر من كل عام، وفقاً للقانون والاتفاقيات الدولية.
- اعتقال أو طرد الأجنبي الذي تكون أنشطته ضارة بالنظام العام أو الأمن الوطني بموجب القانون.
- يحظر دخول الأجانب إلى البلاد متى كان ذلك ملائما للمصلحة العامة. "باعتباره رئيسًا للحكومة، يتمتع بالسلطة التالية:"
- تسمية الوزراء ونواب الوزراء وغيرهم من الموظفين العموميين الذين يشغلون مناصبهم مجانا أو لا يجوز إسناد تعيينهم إلى أي هيئة أخرى من هيئات الدولة المعترف بها بموجب هذا الدستور أو القوانين وتقبل إخلاءات مسؤوليتهم وإزالتها.
- يعين ويعين أصحاب الأجهزة والهيئات المستقلة واللامركزية للدولة ويقبل إعفائها من مسؤولياتها ويزيلها وفقاً للقانون، ج) يغير محل إقامته الرسمي عندما يرى ضرورة لذلك.
- تحتفل العقود، التي تخضع لموافقة المؤتمر الوطني عندما تحتوي على أحكام تتعلق بالإيجار الوطني، أو بيع أصول الدولة، أو رفع الاقتراض أو عندما تنص على إعفاءات ضريبية عامة، وفقا للدستور. ويجوز أن يوقع رئيس الجمهورية على الحد الأقصى لهذه العقود والإعفاءات دون موافقة مجلس النواب، ويكون الحد الأدنى للأجور في القطاع العام مائتي دولار. * ضمان تحصيل جيد واستثمار أمين للإيجارات الوطنية.
- إيداع لدى الكونغرس الوطني، لبدء أول دورة تشريعية عادية في 27 فبراير من كل عام، ذكريات الوزارات ومحاسبة إدارتها عن العام السابق.
- تخضع مشروع الموازنة العامة للدولة للسنة التالية للعرض على الكونغرس الوطني، في موعد لا يتجاوز الأول من شهر أكتوبر من كل عام.
- بصفته رئيس دولة وحكومة مقابلة.
- يعين بموافقة مجلس شيوخ الجمهورية السفراء المعتمدين في الخارج ورؤساء البعثات الدائمة لدى المنظمات الدولية، ويسمي بقية أعضاء السلك الدبلوماسي وفقاً لقانون الخدمة الخارجية، ويقبل استقالاتهم وتنحيهم.
- المفاوضات الدبلوماسية المباشرة واستقبال رؤساء الدول الأجنبية وممثليهم.
- منح أو عدم منح للمواطنين الدومينيكانيين حتى يتمكنوا من ممارسة مهام أو وظائف عامة للحكومة أو المنظمات الدولية في الأراضي الدومينيكية، وحتى يتمكنوا من قبول واستخدام الأوسمة والألقاب التي تمنحها الحكومات الأجنبية.
- السماح للبلديات ببيع العقارات أو الموافقة عليها أو عدم الموافقة على إبرام العقود عندما تشكل ضمانة للعقارات أو الدخل البلدي.
- صلاحيات أخرى بموجب الدستور والقوانين.

## المتطلبات
وفقًا لدستور جمهورية الدومينيكان لعام 1966، وفي تعديله لعام 2015 من قبل الكونجرس، فإن الرئيس:
- يجب أن يكون دومينيكيًا بالولادة أو الأصل.
- أن يكون عمره 30 عامًا أو أكثر.
- أن يمارسوا حقوقهم المدنية والسياسية بشكل كامل.
- أن لا يكون نشطًا في الخدمة العسكرية أو الشرطة لمدة لا تقل عن ثلاث سنوات قبل الانتخابات.

## الدساتير حتى تروخيو
صدر أول دستور دومينيكي في 6 نوفمبر 1844، مباشرة بعد أن حصلت الأمة على استقلالها عن هايتي. لقد كانت وثيقة ليبرالية تتضمن العديد من العناصر المألوفة ــ فصل السلطات، والضوابط والتوازنات، وقائمة طويلة من الحقوق الأساسية. ومع ذلك، حلت حكومة استبدادية محل الحكومة الليبرالية الديمقراطية في البلاد خلال عامها الأول. وشرع النظام الجديد في كتابة دستوره الخاص. وقد عزز هذا الدستور الثاني السلطة التنفيذية إلى حد كبير، وأضعف السلطتين التشريعية والقضائية، ومنح الرئيس سلطات طوارئ واسعة النطاق، بما في ذلك سلطة تعليق الحقوق الأساسية والحكم بالمراسيم. بعد ذلك، غالبًا ما كانت إدارة البلاد تتناوب بين الأنظمة الدستورية الليبرالية والاستبدادية.
حتى الدكتاتور رافائيل تروخيو كان حريصًا دائمًا على العمل تحت لواء الدستورية. ولكن في عهد تروخيو، لم يكن المجلس التشريعي سوى ختم مطاطي؛ ولم تكن المحاكم مستقلة؛ وكانت الحقوق الأساسية قد توقفت عن الوجود تقريباً. لقد حكم كطاغية، غير مقيد بالقيود الدستورية.

## الدساتير بعد تروخيو
بعد وفاة تروخيو عام 1961، تم تعديل الدستور للسماح بإجراء انتخابات جديدة ونقل السلطة إلى مجلس دولة مؤقت. ورغم أن دستور عام 1962 صدر كوثيقة جديدة، إلا أنه كان في الواقع استمرارًا لدستور تروخيو، وبالتالي لم يكن يحظى بشعبية.
في عام 1964، قامت حكومة خوان بوش الديمقراطية الاجتماعية المنتخبة بحرية بصياغة دستور جديد وأكثر ليبرالية. لقد فصلت الكنيسة عن الدولة ، وفرضت قيودًا صارمة على الأنشطة السياسية للقوات المسلحة ، وأنشأت مجموعة واسعة من الحريات المدنية، وقيدت حقوق الملكية نسبة إلى الحقوق الفردية. وقد أثارت هذه الأحكام مخاوف العناصر الأكثر محافظة في المجتمع الدومينيكي، والتي اجتمعت معًا للإطاحة ببوش ودستوره في سبتمبر 1963. وبعد ذلك، تم استعادة الدستور الأكثر تحفظًا لعام 1962. وباسم الدستورية، أطلق بوش وأتباعه ثورة في عام 1965، وكان هدفها استعادة الدستور الليبرالي لعام 1963.
وبفضل التدخل العسكري الأميركي في إبريل1965 إلى حد كبير، هدأت الحرب الأهلية بحلول عام 1966. مع تولي خواكين بالاغير وحزبه السلطة، كتب الدومينيكانيون دستورًا آخر. وكان الهدف من هذا هو تجنب الصراعات والاستقطاب في الماضي من خلال الجمع بين ميزات من التقاليد الليبرالية والمحافظة على حد سواء. لقد تضمن دستور عام 1966 قائمة طويلة من الحقوق الأساسية، كما نص على تقوية السلطة التشريعية، مع ذلك، فقد أعطى أيضاً صلاحيات واسعة للسلطة التنفيذية، بما في ذلك سلطات الطوارئ. بهذه الطريقة، سعت البلاد إلى سد الفجوة بين دستورها الديمقراطي ودستورها الاستبدادي، من خلال التنازل عن اختلافاتهما.